# Costus deistelii
Costus deistelii är en enhjärtbladig växtart som beskrevs av Karl Moritz Schumann. Costus deistelii ingår i släktet Costus och familjen Costaceae. Inga underarter finns listade.

## Bildgalleri

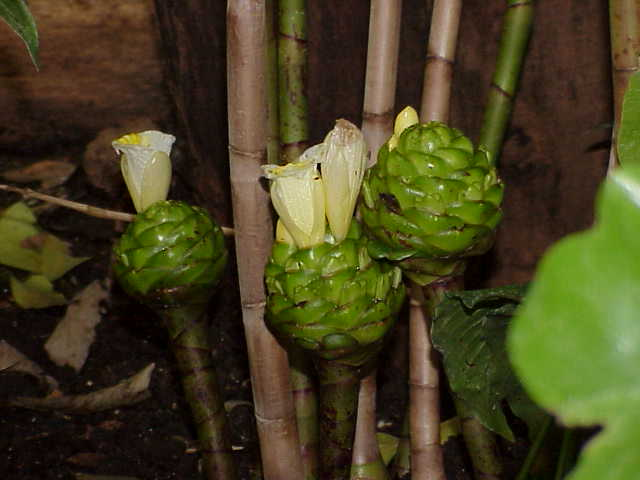